# Чумби
Чумби (кит. 春丕河谷, пиньинь Chūnpī Hégǔ; тиб. ཆུ་འབི, вайли chu vbi) — ущелье в Тибетском автономном районе, в Китае (Гималаи). Здесь проходят два основных перевала между Китаем и Индией: Нату-Ла и Джелеп-Ла.
На севере из ущелья идёт подъём на тибетское плато в Пагри, откуда пролегает шоссе в Лхасу.
Через ущелье, расположенное на высоте 3000 м над уровнем моря, проходил путь британской военной экспедиции 1904 года в Тибет. Оно было занято англичанами для обеспечения выплаты репараций тибетским правительством и удерживалось на протяжении 9 месяцев после прекращения военных действий.